# Panychida (Závada)
Panychida je básnická sbírka Viléma Závady, její první vydání je z roku 1927. Pojmenování je odvozeno od pravoslavné panychidy.

## Obsah
Závada prošel vlivem poetismu - v rozsáhlé titulní básni prvotiny Panychida o tom svědčí věnování Nezvalovi a motto z Apollinaira („A ty piješ ten líh palčivý jako života bol – Tvého života jejž piješ jak alkohol“) . Avšak druhé motto „Pravdu! Trpkou pravdu!“ (Danton) již naznačuje, že bezstarostným hříčkám poetistů je autor vzdálen.
Panychida je smuteční obřad za mrtvé a sbírka začíná připomínkou padlých v první světové válce. Hrůzy války (Závada v ní přišel o otce), horečnaté sny, samota, špinavé a zkažené velkoměsto, smyslná a hořká erotika - to jsou hlavní motivické kameny knihy. Závada se v ní představuje jako básník tragického pocitu života.
Prvotina jednoho z čelných českých moderních lyriků obsahuje řadu krátkých lyrických básní, cyklus Z románu a obsáhlou titulní báseň Panychida. Sbírka vychází z několika tematických okruhů, které se prostupují i na ploše jediné básně. Výchozím bodem je válka, pramen skepse a příčina básníkova nedůvěřivě trpkého pohledu, jenž prostupuje jak pojetí společenských jevů, tak pojetí intimního života. Pocit vykořeněnosti a izolace není vyvolán jen rozchodem s rodným krajem, ale také neschopností komunikace v elementárních životních pocitech, situací, kdy „světobol je nemoderní“ a kdy básník je odsouzen nést zcela sám tíhu života, u jiných jakoby necítěnou.
Jsou tu vzpomínky na básníkovo rodné Ostravsko viděné v kontrastu mezi původní okouzlující venkovskou a horskou přírodní scenérií (Rodná země) a krajinou krutě poznamenanou moderním průmyslem a šachtami (Ztracený ráj). Do venkovského prostředí jsou zasazeny expresionisticky pojaté postavy Žebráka, rodící ženy (báseň Dítě) i celé řady dalších, smyslně vzrušujících ženských postav. Dalším důležitým zdrojem motivů a témat je moderní velkoměsto, jehož životní způsob je podroben nelítostnému morálnímu odsudku pro svou vyžilost, neplodnost, neschopnost kontaktu s bezprostředními životními zdroji; v této souvislosti básník s odporem reaguje na soudobou tvář poválečné Evropy (Stará Evropa). Nejde však o kritiku zvnějška: projevy přímo fyzického znechucení velkoměstským životem jsou tak bouřlivé především proto, že lyrický subjekt právě zde tuší nebezpečí pro svou vlastní duši, pro své lidské i básnické dozrání. Svědčí o tom zejména jedenáctidílný cyklus Z románu, který je pokusem zachytit - na pozadí drasticky předvedených kulis úpadkových jevů současného světa - jednotlivá stadia vlastního hledání místa ve světě, vymezit tragický úděl moderního básníka: zahleděn do cizích životů, ztrácí svůj život vlastní; pohled na dno věcí ho vystavuje smutku a hořkosti.
Co je v umělcově osobnosti moderní dobou podle Závadových veršů nejvíc ohroženo, jsou právě hodnoty, z nichž poezie Panychidy čerpá svou působivost, co ji činí básnicky nespornou. Je to schopnost bezvýhradného spontánního okouzlení, v němž se subjekt plně odevzdává svým smyslům a prožívá (aby se pak pokusil ve slovech je obnovit) okamžiky jasu tak oslňujícího, že se do vědomí vrývá skoro bolestně. Sám reálný podnět, který tyto zážitky vyvolal, ztrácí v té chvíli zřetelné předmětné obrysy (charakteristickou situací Závadovy lyriky jsou v Panychidě sen, spánek, horečka, usínání) a stává se východiskem obrazných asociací. Ty jsou ovšem velice vzdáleny lyrické hravosti soudobé poezie Nezvalovy a Seifertovy ; směřují naopak, byť tápavě a v nevypočitatelných zvratech, k bleskovému osvětlení některého z hlubinných rozporů lidského bytí ve světě. I ve své zlomkovité podobě, kterou se básník zatím nesnaží překonat, dávají tušit hloubku a dramatičnost rodící se Závadovy životní koncepce. K ní patří např.pocit „vyhnání z ráje“ (nejranější básně sbírky tvořily původně cyklus nazvaný Země a ráj), v němž se k elegickému stesku po ztracené jednotě lidí a přírody druží vědomí odpovědnosti za osudy krajin vystavených útokům živlů i civilizační aktivity lidských pokolení (báseň Osud).

## Ukázka
PROCITNUNÍ AHASVEROVO
Rozžhavený reflektor slunce

prosvítil oblohu

a ta se v rozkoši lázně

zachvěla jak lysá kůže ženina břicha.

Podobaje se antickým sochám

pod suchou hlínou a zetlelým listím

byl jsem zasypán nánosy věků,

jež se počaly sesouvati v tom okamžiku,

kdy se v mé kostře

rozezněl citlivý seismograf přírodních otřesů

a svědivá sprcha svým svrabem ohnivým

podráždila tajemné mocnosti,

jež dřímaly v zákopech buněk

rozesetých po všech frontách mého těla.

Mé ruce a moje hruď se změnily ve válečné pole.